# Gaultheria procumbens
Gaultheria procumbens L., nota con il nome di wintergreen, o come tè del Canada, è una pianta della famiglia Ericaceae, nativa nel nord America.

## Descrizione
È un piccolo arbusto, di altezza 10–15 cm. Le foglie sono sempreverdi, ellittico–ovali, lunghe 2–5 cm e larghe 1 – 2 cm, odorose di olio essenziale. I fiori sono a campanula, di 5 mm, bianchi, singoli o in corti racemi. Il frutto, simile a una bacca, è una capsula secca contornata da un calice carnoso, di diametro 6–9 mm.

## Distribuzione e habitat
La specie è diffusa nel Nord America nord-orientale, dall'isola di Terranova al Manitoba sud-orientale, sino all'Alabama.
Cresce in terreni acidi di foreste e pinete, sebbene in genere produca frutti soltanto in aree assolate.

## Ecologia
Il cervo della Virginia si nutre della pianta; altri animali che mangiano Gaultheria sono il tacchino selvatico, il fagiano, il baribal, e la volpe rossa; è un cibo preferito dalla tamia striata e le foglie sono un alimento invernale minore dello scoiattolo grigio, in Virginia.

## Usi

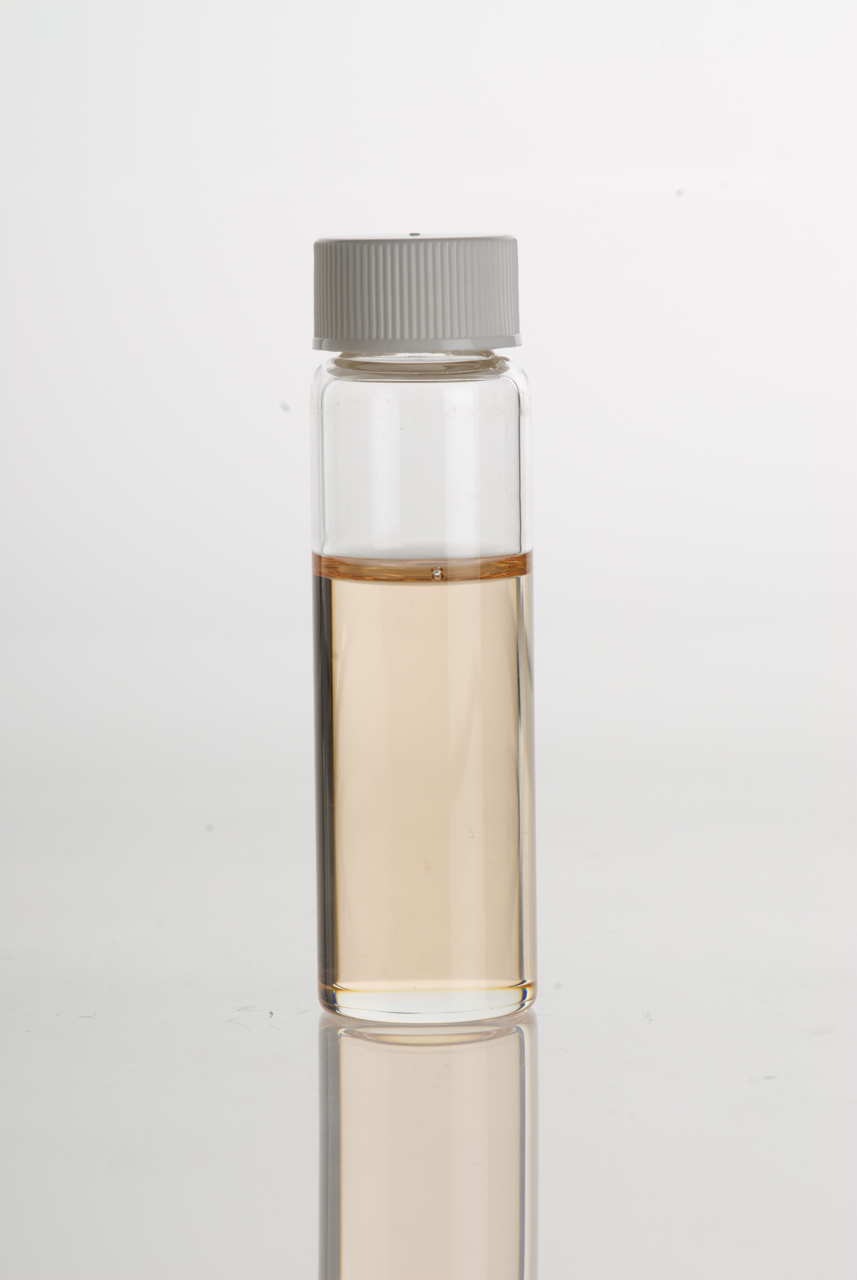
Olio essenziale di wintergreen

- I frutti sono commestibili, e le foglie e i rametti danno un buon infuso, previa essiccazione.[4]
- Il suo olio essenziale, estratto dalle foglie, è un notevole antinfiammatorio ed antalgico. Costituito principalmente da salicilato di metile (96... 98%), è molto usato nei dolori reumatici e nevralgie come antalgico topico (penetra la pelle); l'uso orale è controindicato, l'uso topico nelle ulcere gastriche e nei trattamenti anticoagulanti solo previa richiesta al medico curante e assolutamente da evitare nei bambini (rischio della sindrome di Reye) e in caso di intolleranza ai salicilati.[5]